# Осеха-де-Сахамбре
Осеха-де-Сахамбре (ісп. Oseja de Sajambre) — муніципалітет в Іспанії, у складі автономної спільноти Кастилія-і-Леон, у провінції Леон. Населення — 275 осіб (2010).
Муніципалітет розташований на відстані близько 320 км на північ від Мадрида, 75 км на північний схід від Леона.
На території муніципалітету розташовані такі населені пункти: (дані про населення за 2010 рік)
- Осеха-де-Сахамбре: 128 осіб
- Піо-де-Сахамбре: 42 особи
- Рібота-де-Сахамбре: 28 осіб
- Сото-де-Сахамбре: 71 особа
- В'єрдес-де-Сахамбре: 6 осіб

## Демографія
Динаміка населення (INE ):